# Iñigo Lekue
Iñigo Lekue, né le 4 mai 1993 à Bilbao (Espagne), est un footballeur espagnol évoluant au poste d'arrière droit à l'Athletic Club.

## Biographie

### Jeunesse et formation
Iñigo Lekue Martínez nait le 4 mai 1993 à Bilbao, dans le Pays basque espagnol. Il rejoint le Danok Bat, club de sa ville natale, en 2008. Lekue y fait ses gammes pendant quatre années avant d'être repéré par le grand club de la région, l'Athletic Bilbao. Il joue tout d'abord pour le CD Baskonia, l'équipe C du club qui évolue alors en Tercera División. 
Au mois d'été 2013, Lekue adhère à l'Athletic Bilbao B, signe de sa progression rapide. Le jeune basque s'installe rapidement comme titulaire en défense. L'équipe réserve de l'Athletic est promu à la fin de la saison 2014-2015 en Segunda División, une première depuis dix-neuf ans. À la suite de ce bel exercice, Lekue est appelé en équipe première en août 2015.

### Athletic Bilbao (depuis 2015)
Lekue fait ses débuts le 15 août 2015 en remplaçant Sabin Merino à l'occasion d'un succès 4-0 contre le FC Barcelone en Supercoupe d'Espagne.
Le 22 mai 2016, Lekue est appelé pour la première en équipe d'Espagne par Vicente del Bosque pour pallier l'abscence de Jonny.

## Palmarès
- Athletic Bilbao
  - Vainqueur de la Coupe d'Espagne : 2024
  - Finaliste de la Coupe d'Espagne : 2020 et 2021
  - Vainqueur de la Supercoupe d'Espagne : 2015 et 2021

## Statistiques
| Saison                | Club                  | Championnat           | Championnat | Championnat | Championnat | Coupe(s) nationale(s) | Coupe(s) nationale(s) | Coupe(s) nationale(s) | Supercoupe | Supercoupe | Supercoupe | Compétition(s) continentale(s) | Compétition(s) continentale(s) | Compétition(s) continentale(s) | Compétition(s) continentale(s) | Total | Total | Total |
| Saison                | Club                  | Division              | M.          | B.          | P.d.        | M.                    | B.                    | P.d.                  | M.         | B.         | P.d.       | Comp.                          | M.                             | B.                             | P.d.                           | M.    | B.    | P.d.  |
| 2015-2016             | Athletic Bilbao       | Liga                  | 20          | 1           | 0           | 5                     | 0                     | 0                     | 1          | 0          | 0          | C3                             | 8                              | 0                              | 0                              | 34    | 1     | 0     |
| 2016-2017             | Athletic Bilbao       | Liga                  | 25          | 2           | 1           | 1                     | 0                     | 0                     | -          | -          | -          | C3                             | 5                              | 1                              | 0                              | 31    | 3     | 1     |
| 2017-2018             | Athletic Bilbao       | Liga                  | 32          | 0           | 0           | 2                     | 0                     | 0                     | -          | -          | -          | C3                             | 12                             | 0                              | 0                              | 46    | 0     | 0     |
| 2018-2019             | Athletic Bilbao       | Liga                  | 4           | 0           | 1           | -                     | -                     | -                     | -          | -          | -          | -                              | -                              | -                              | -                              | 4     | 0     | 1     |
| 2019-2020             | Athletic Bilbao       | Liga                  | 14          | 0           | 1           | 4                     | 0                     | 1                     | -          | -          | -          | -                              | -                              | -                              | -                              | 18    | 0     | 2     |
| 2020-2021             | Athletic Bilbao       | Liga                  | 18          | 0           | 0           | 4                     | 0                     | 2                     | 2          | 0          | 0          | -                              | -                              | -                              | -                              | 24    | 0     | 2     |
| 2021-2022             | Athletic Bilbao       | Liga                  | 25          | 0           | 2           | 4                     | 0                     | 0                     | -          | -          | -          | -                              | -                              | -                              | -                              | 29    | 0     | 2     |
| 2022-2023             | Athletic Bilbao       | Liga                  | 20          | 0           | 1           | 3                     | 0                     | 0                     | -          | -          | -          | -                              | -                              | -                              | -                              | 23    | 0     | 1     |
| 2023-2024             | Athletic Bilbao       | Liga                  | 17          | 0           | 2           | 4                     | 0                     | 0                     | -          | -          | -          | -                              | -                              | -                              | -                              | 21    | 0     | 2     |
| Total sur la carrière | Total sur la carrière | Total sur la carrière | 175         | 3           | 8           | 27                    | 0                     | 3                     | 3          | 0          | 0          | -                              | 25                             | 1                              | 0                              | 230   | 4     | 11    |